# Effet Google
L' effet Google, parfois aussi dénommé amnésie numérique est un phénomène mondial décrit par diverses études comme la tendance à oublier les détails d'informations qui peuvent être facilement trouvées en ligne en utilisant les moteurs de recherche Internet, ou en utilisant des applications telles que la cartographie associée au GPS. Mais la capacité à apprendre hors ligne ou le souvenir subjectif d'une expérience semblent rester  inchangés. 
Cet effet pourrait aussi être vu comme une modification des informations et du niveau de détail que le cerveau jugerait important de retenir, modification qui affecterait nos relations à la réalité et augmenterait notre dépendance à l'égard de la technologie informatique. Cette technologie modifierait nos conditions de vies, mais aussi la manière dont nous mémorisons des informations telles que noms, repérage dans l'espace ou le temps, numéros de téléphone, dates d'anniversaires, événements personnels ou historiques, faits marquants. L'excès de confiance dans l'ordinateur et les moteurs de recherche diminue nos capacités mémorielle.

## Histoire
Cet effet a d'abord été décrit et nommé par Betsy Sparrow (Université Columbia), Jenny Liu (Université du Wisconsin-Madison) et Daniel M. Wegner (Université Harvard) dans un article paru en juillet 2011. Leur étude se basait sur  quatre expériences.
1. Dans la première, des sujets répondaient à des questions triviales faciles et difficiles, puis devaient effectuer une tâche Stroop modifiée (impliquant à la fois des mots de tous les jours et des mots liés à la technologie informatique tels qu'écran ou Google). Les sujets retrouvaient plus lentement  les mots technologiques évoquant l'ordinateur, surtout après des questions difficiles.
2. Dans la deuxième expérience, les sujets devaient lire des déclarations triviales. La moitié du groupe a été conduite à croire que ces déclarations seraient enregistrées et disponibles pour une consultation ultérieure ; l'autre moitié a été explicitement chargée d'essayer de s'en souvenir. Les deux groupes ont ensuite été testés sur leur mémorisation des déclarations.
3. Dans la troisième expérience, les sujets ont lu et tapé des déclarations triviales puis ont été informés que ces textes avait été effacés, enregistrés ou enregistrés dans un emplacement spécifique. Puis, on leur a donné une tâche de reconnaissance et on leur a demandé s'ils avaient vu la déclaration exacte, si elle avait été enregistrée et si la déclaration avait été enregistrée, où elle avait été enregistrée.
4. Dans la dernière expérience, les sujets ont à nouveau tapé des énoncés triviaux et on leur a dit que chacun avait été enregistré dans un dossier au nom générique (par exemple, éléments, faits). Ils ont ensuite reçu deux tâches de mémorisation différentes : une pour les déclarations et une pour le dossier spécifique dans lequel chaque déclaration a été enregistrée[6].

Le terme "amnésie numérique" a été proposé par Kaspersky Lab à propos des résultats d'une enquête non examinée en 2015 par le fournisseur de sécurité, qui a déclaré : "Les résultats révèlent que 'l'effet Google' s'étend probablement au-delà des faits en ligne pour inclure des informations personnelles importantes". Au lieu de se souvenir des détails, 91 % des personnes ont utilisé Internet et 44 % ont utilisé leur smartphone. Aux États-Unis, Kaspersky Lab a interrogé 1 000 consommateurs âgés de 16 à 55 ans et plus ; la plupart ne pouvaient pas se souvenir d'informations importantes telles que des numéros de téléphone qui auraient dû être familiers, ce qui a conduit à la conclusion qu'ils avaient oublié les informations en raison de la facilité de les trouver à l'aide d'appareils.
Une étude naturaliste et deux autres, contrôlées ont évalué les effets de l'utilisation des médias sociaux sur trois aspects de l'expérience : la mémoire, l'engagement et le plaisir. Les psychologues ont comparé la mémorisation d'expériences récentes chez des gens qui ont enregistré et partagé ces expériences via des médias sociaux, par rapport à d'autres gens n'ayant pas, eux, utilisé de médias sociaux. 
Ces études n'ont pas observé de différences significatives en termes d'engagement de souvenir "subjectif" de l'expérience (plaisir/déplaisir), mais  les participants "sans média" en avaient systématiquement des souvenirs plus précis que les participants qui utilisaient les médias". 
Selon Diana I. Tamir (Department of Psychology, Princeton University), les résultats de ces études, pris dans leur ensemble, suggèrent que l'utilisation des médias peut empêcher les gens de se souvenir des événements mêmes qu'ils cherchent à préserver via ces médias ; et "Ironiquement (...) l'utilisation des médias pour préserver ces moments peut empêcher les gens de les vivre pleinement en premier lieu".

## Phénomène
L'étude originale de 2011 a produit trois conclusions principales : 
1. les gens sont prêts à faire appel à l'ordinateur quand on leur pose des questions de culture générale, même s'ils connaissent la bonne réponse. Et cet effet est particulièrement prononcé si la question est difficile et la réponse inconnue d'eux.
2. les gens oublient facilement des informations s'ils pensent qu'elles pourront être consultées plus tard. Et une instruction explicite de se souvenir du matériel n'a dans ce cas pas d'effet significatif sur la mémorisation de l'information.
3. si l'information est sauvegardée, les gens sont bien plus susceptibles de se rappeler où elle se trouve que de se souvenir de l'information elle-même. Et ils tendent à se souvenir soit du fait, soit du lieu où est rangé l'information, mais pas des deux ; et cet effet persiste même quand l'information est plus facilement mémorisable que le nom du lieu[6],[8].

Une étude (2012) de Lav R. Varshney montre qu'un 'effet Google' semble  aussi à l'œuvre dans les thèses de doctorat : l'augmentation longitudinale du nombre de références citées montre une tendance à mieux mémoriser  l'endroit où trouver des informations pertinentes (c'est-à-dire quels articles contiennent l'information), plutôt que de l'information elle-même. En outre, Varshney a découvert un phénomène connexe : les informations apprises via Internet sont mémorisées avec moins de précision et avec moins de confiance que celles apprises dans une encyclopédie. 
L'imagerie cérébrale montre en outre que les personnes qui mémorisaient des informations trouvées via Internet présentaient une diminution des activations dans plusieurs régions du cerveau - dont le gyrus occipital bilatéral, le gyrus temporal gauche et le gyrus frontal moyen bilatéral - par rapport au groupe ayant appris de l'encyclopédie.

### Mémoire transactionnelle
La dépendance croissante à l'égard des ordinateurs, de l'Internet ou du Cloud soulève des inquiétudes, par exemple lorsqu'elle empêche de traiter l'information et de l'intérioriser. 
En 2011, Sparrow et al. avancent l'idée que la "dépendance à l'égard des ordinateurs" est lié à une forme de mémoire transactionnelle, car si les gens trouvent et partagent facilement des informations, ils oublient surtout celles qu'ils pensent être facilement disponibles plus tard, tout en se souvenant mieux de l'emplacement de l'information que de l'information elle-même. L'hypothèse de Sparrow et al. était que les gens et leurs ordinateurs tendent à devenir  des « systèmes interconnectés », avec des  processus sous-jacents qui seraient les mêmes que ceux de la mémoire transactive traditionnelle. Dans les réseaux sociaux basés sur le monde numérique, ces processus permettent de savoir ce qu'un ordinateur sait et comment et où le trouver. C'est ici l'Internet qui semble tendre à remplacer la mémoire autrefois préservée par le groupe, notamment dans les sociétés de culture orale.
Les gens semblent moins sûrs de pouvoir bien mémoriser les informations trouvées sur l'Internet. Et le fait d'avoir récemment cherché et trouvé des informations  sur Internet peuvent favoriser la motivation à de nouveau utiliser Internet.
Puis, plusieurs chercheurs se sont demandé si l'effet Google est vraiment une forme de mémoire transactive, arguant qu'aucune transaction ne se produit réellement entre la personne et l'ordinateur. Les réseaux informatiques et Internet ne peuvent donc être conçus comme un système cognitif distribué. Au contraire, les ordinateurs ne sont que des outils exploités pour aider à déclencher une mémoire ou pour rechercher facilement des informations. Contrairement à la mémoire transactionnelle traditionnelle, les informations ne sont pas perdues sans Internet, mais simplement plus lentes et plus difficiles à trouver,.
L'argument de l'absence de transaction avec l'ordinateur, cité ci-dessus, est moins vraie depuis l'avènement du Web 2.0, et plus du tout depuis l'apparition d'assistants personnels ou d'agents conversationnels comme ChatGPT qui dialoguent avec l'utilisateur, en langage naturel). 

### Réplication
Dans une grande étude de réplication publiée par le journal Nature en 2018 l'« effet Google » était l'une des expériences qui n'ont pas pu être reproduites.